# Þórarins þáttr Nefjólfssonar
Þórarins þáttr Nefjólfssonar es una historia corta islandesa (þáttr) que trata sobre un islandés llamado Þórarinn Nefjólfsson que cae en desgracia y pierde el favor del rey de Noruega cuando vierten sobre él falsas acusaciones, al final la verdad prevalece y su honor es restaurado.